# 极浦亭
极浦亭，位于中国广东省湛江市吴川市吴阳镇中街，为吴川市的一个市级文物保护单位，类型为古建筑，公布时间为2003年12月29日。
极浦亭的历史年代为宋代。